# Westblaak
De Westblaak is een brede straat in het centrum van Rotterdam. De Westblaak verbindt het Churchillplein (met in het verlengde de Blaak) met het Eendrachtsplein.
De Westblaak is een drukke verkeersroute, met eronder de Calandlijn van de Rotterdamse metro. In het westelijke deel, tussen het Eendrachtsplein en de Karel Doormanstraat, heeft de Westblaak een brede middenberm met onder meer een skatepark. In het oostelijke deel heeft de weg in het midden vier verdiepte rijstroken voor het snelverkeer die onder het Churchillplein doorgaan. In dit deel ligt aan de zuidzijde bioscoop (Wolff) Cinerama.

## Geschiedenis
De Westblaak is een verkeersdoorbraak die onderdeel uitmaakt van het Basisplan voor de Wederopbouw van Rotterdam. De aanleg van de Westblaak vond plaats in de jaren zestig. Hiervoor werd een aantal huizenblokken in de wijk Cool die het bombardement op Rotterdam in 1940 hadden overleefd alsnog gesloopt. Langs de Westblaak vestigden zich banken en de redacties van kranten, waaronder Algemeen Dagblad en NRC Handelsblad. Van de Westblaak verhuisden de redacties naar Prins Alexander, een kantorenlocatie ver buiten het centrum van de stad.

## Fotogalerij

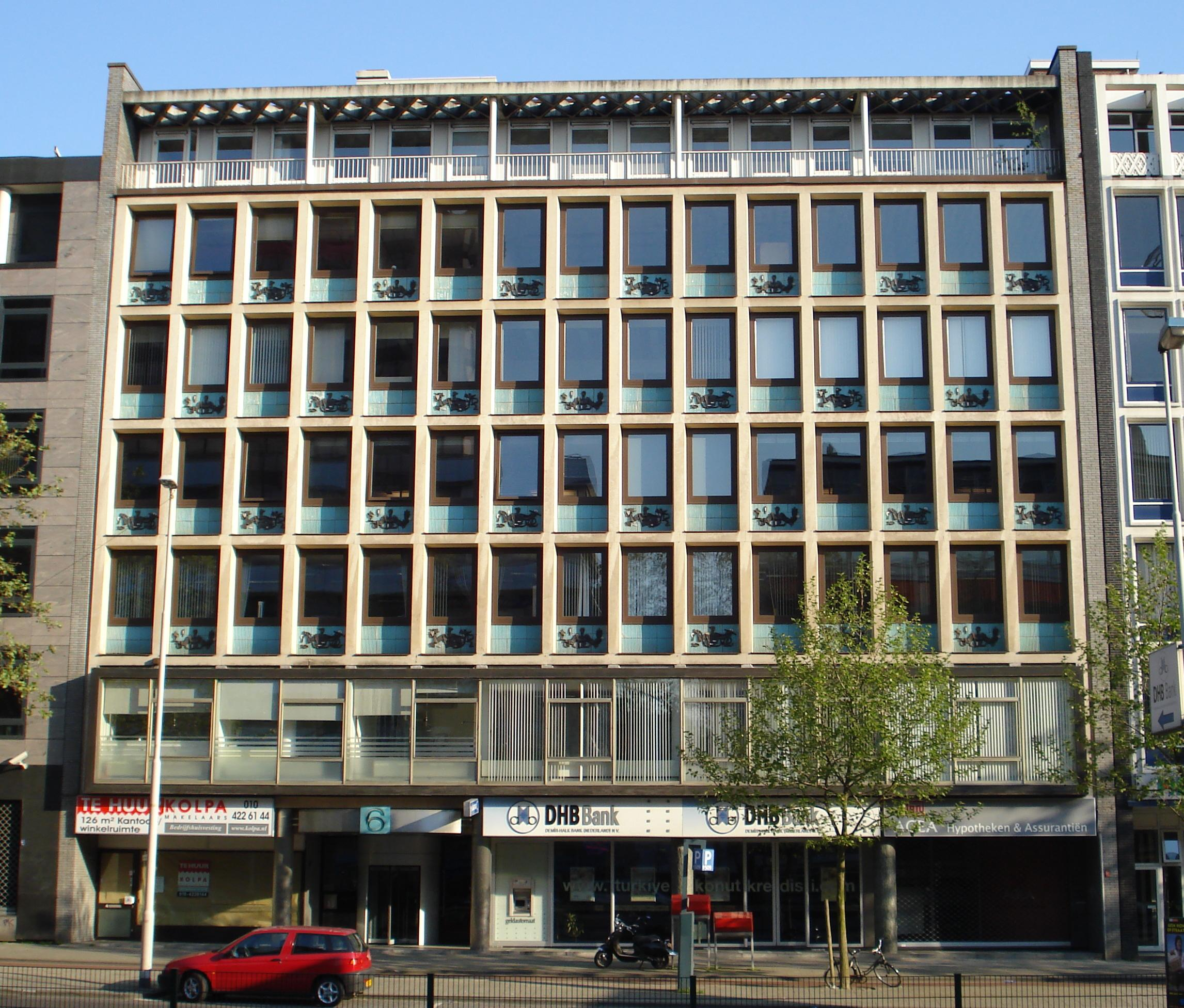
Westblaak 4-12 (gemeentemonument)
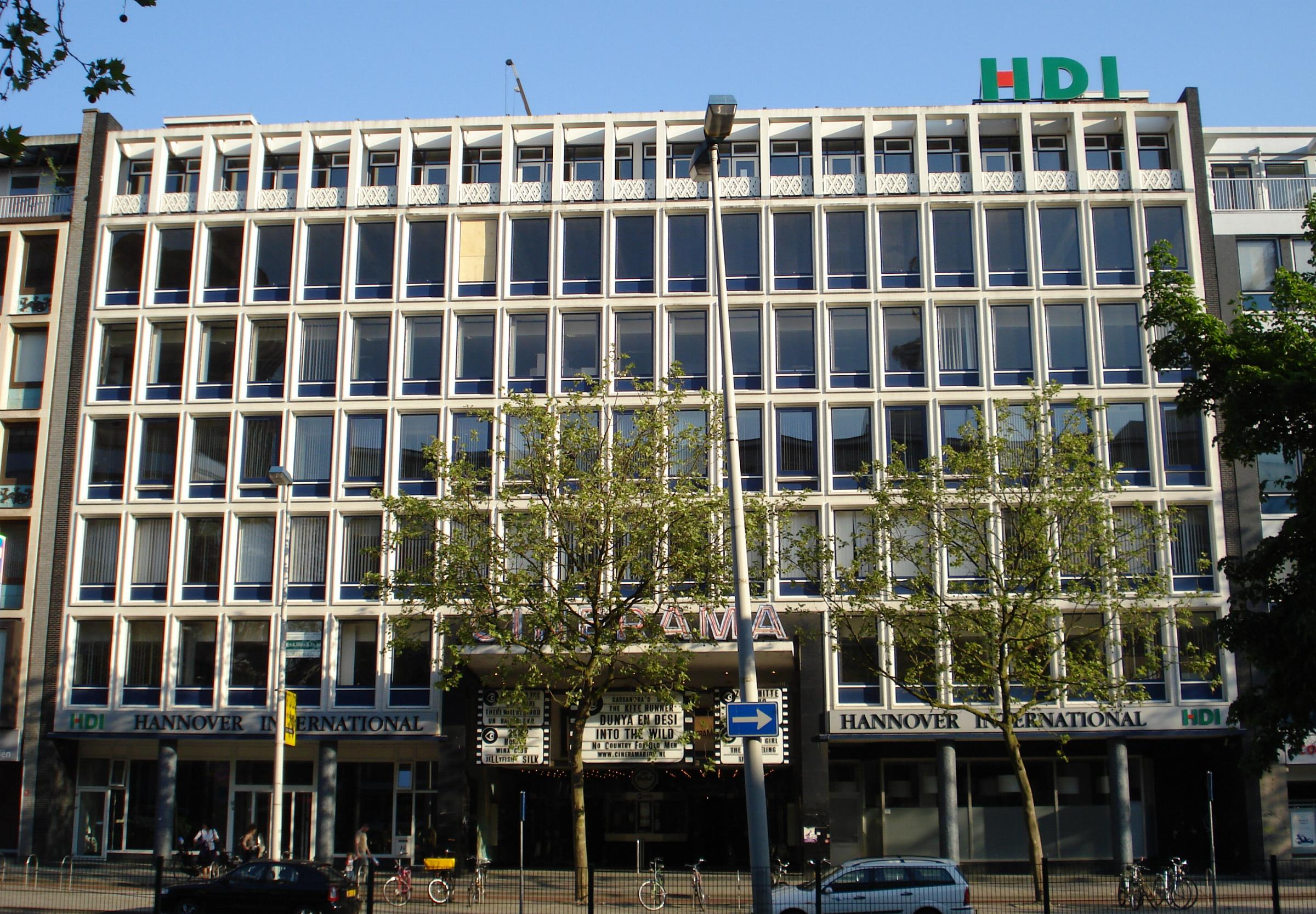
Westblaak 14-22 (gemeentemonument)
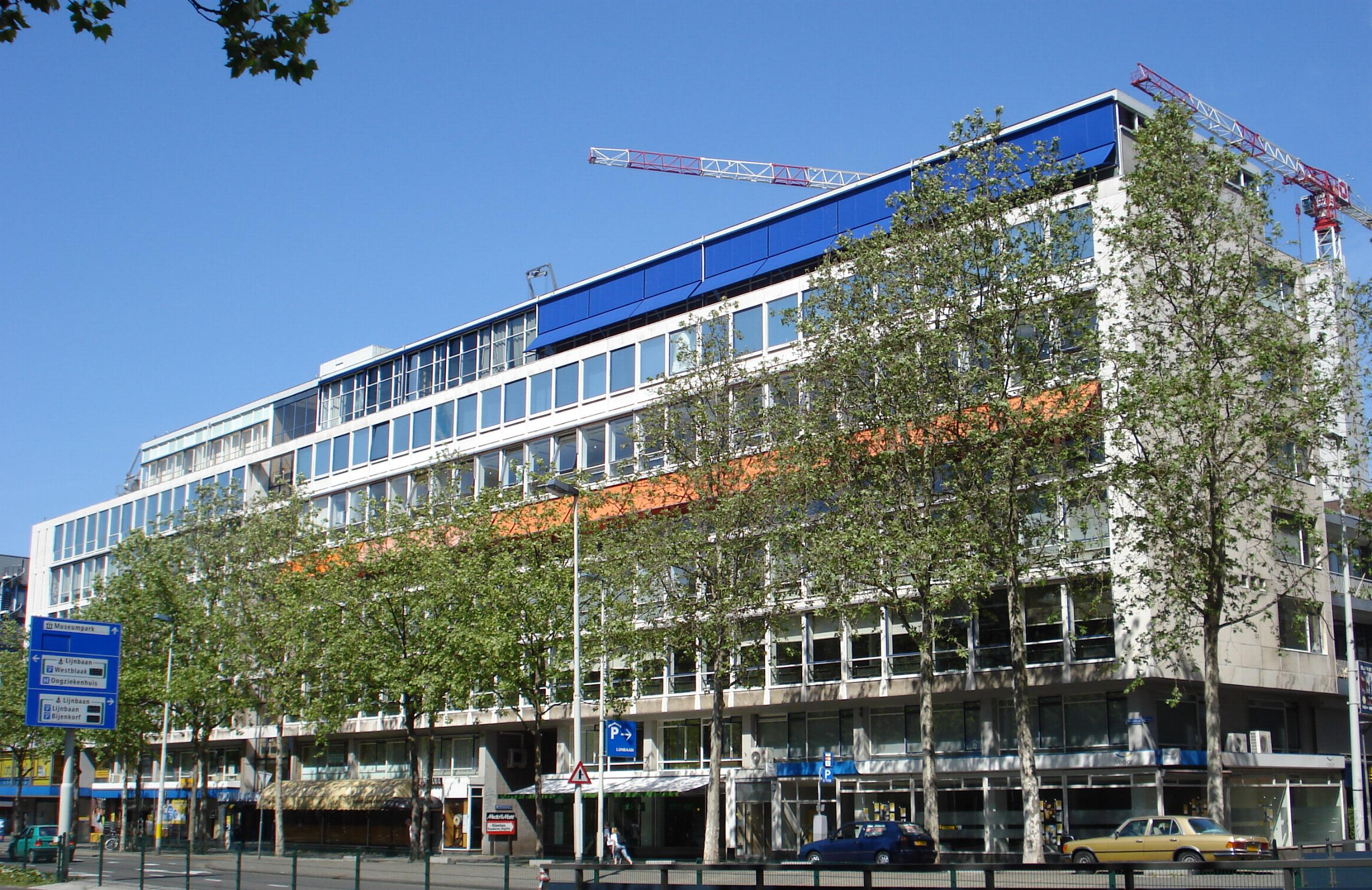
Westblaak 19-61 (gemeentemonument)
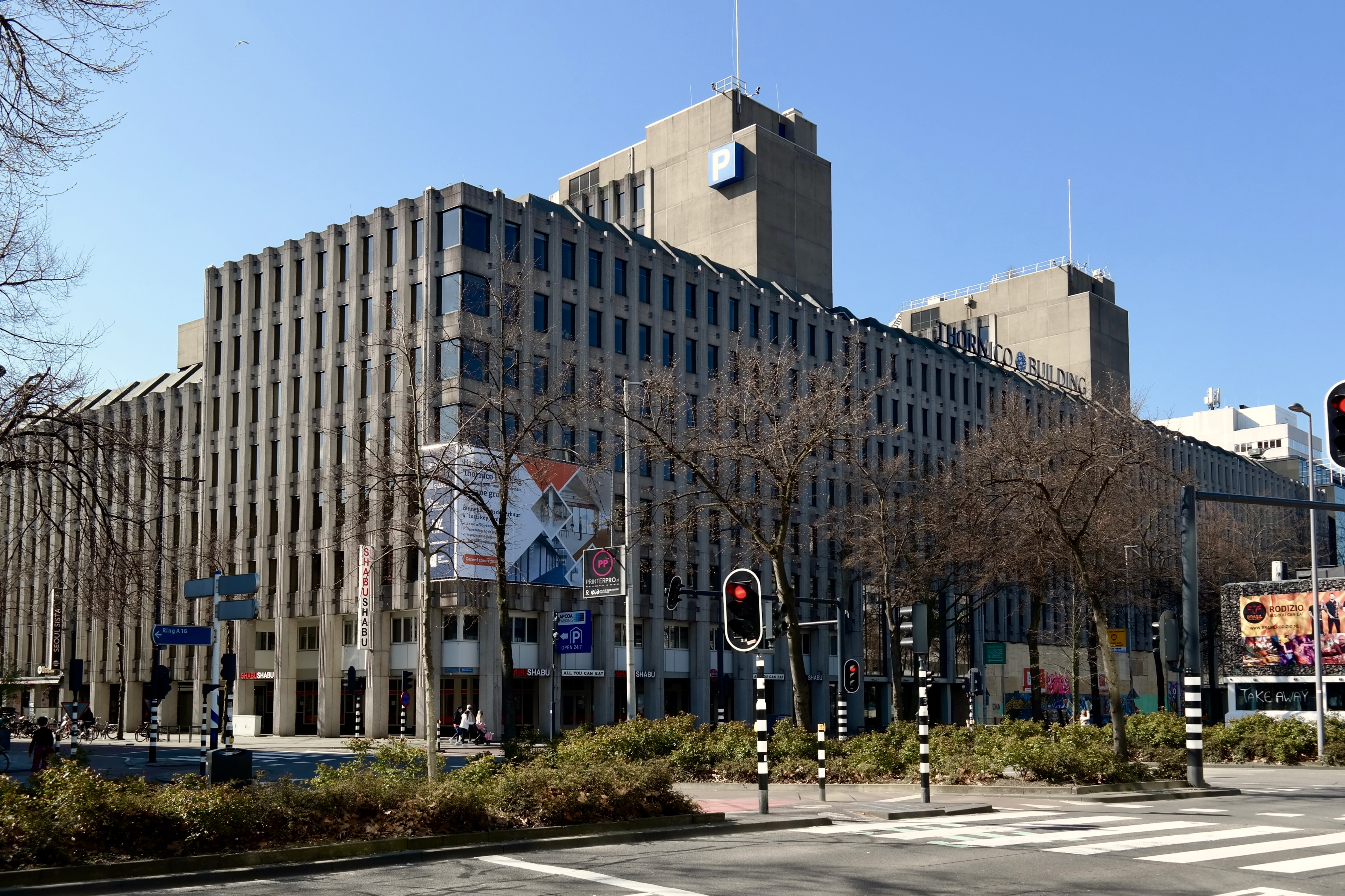
Thornico Building, Westblaak 80-160
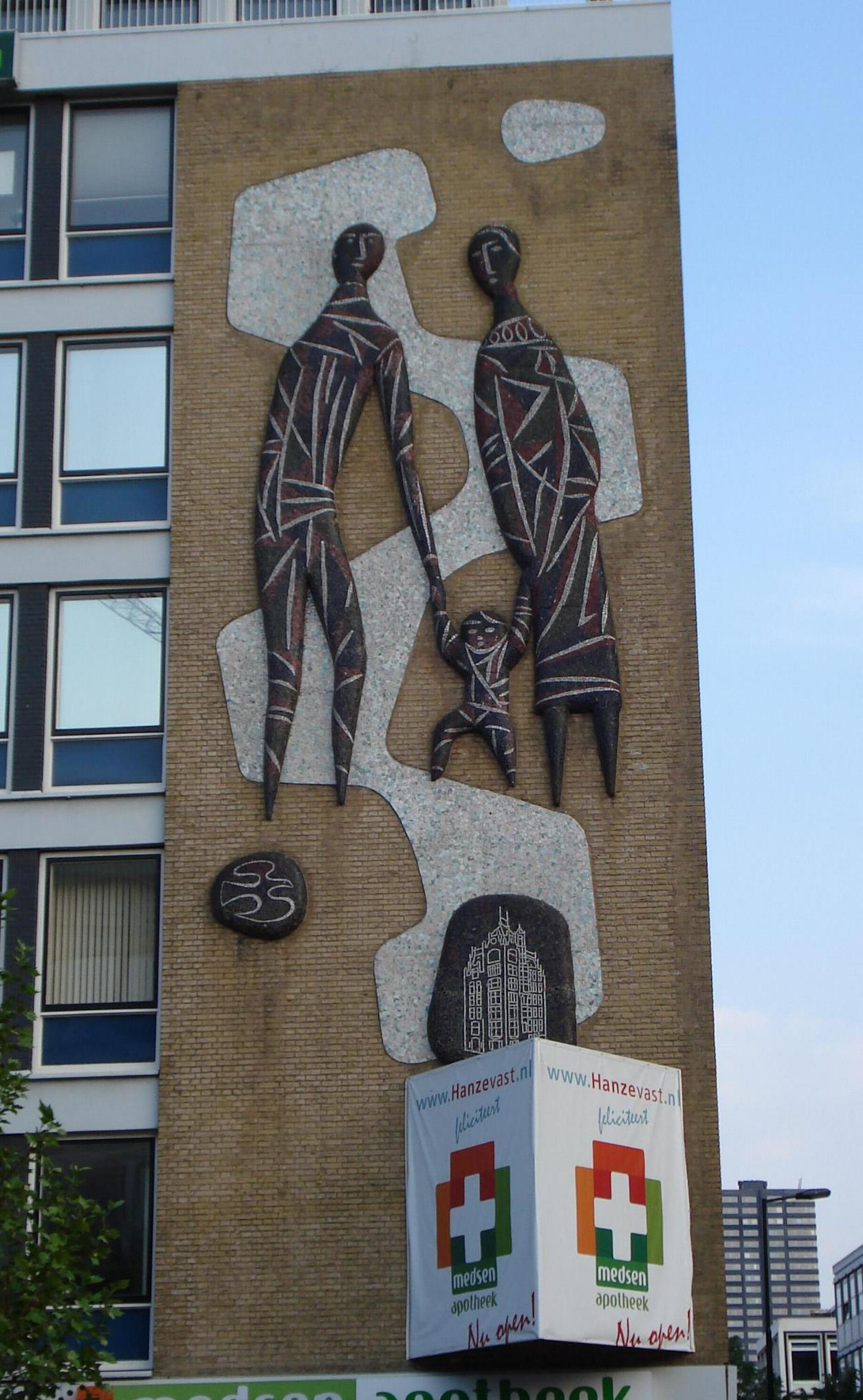
Kunstwerk "Het gezin" van Louis van Roode, Westblaak
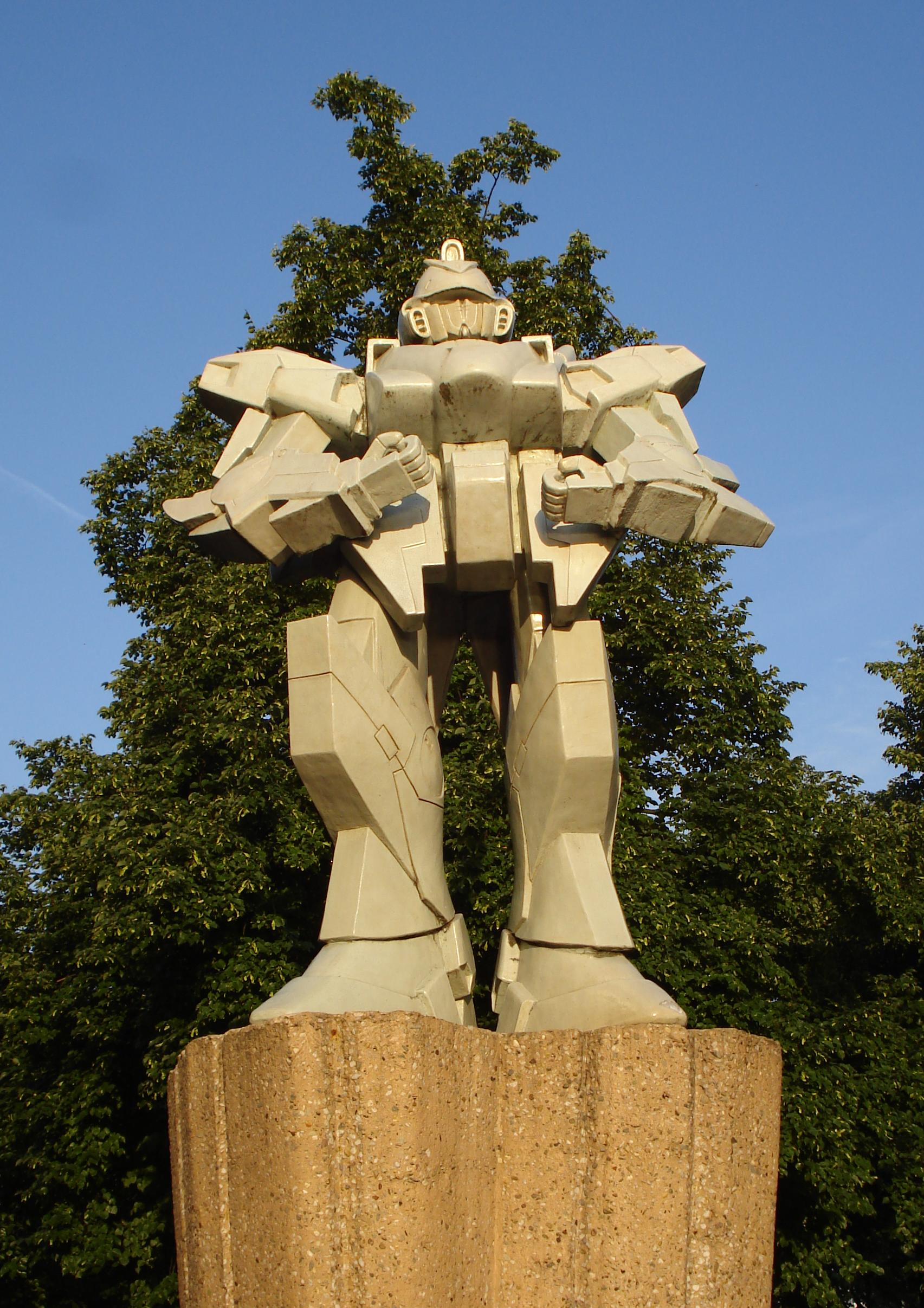
Kunstwerk "Guard" van Hans van Bentem, Westblaak

Admiraal de Ruyterweg ·
Admiraliteitskade ·
Aert van Nesstraat ·
Baan ·
Batavierenstraat ·
Beukelsdijk ·
Beursplein ·
Beurstraverse ·
Binnenweg ·
Binnenwegplein ·
Binnenrotte ·
Blaak ·
Boezemweg ·
Boompjes ·
Bosland ·
Botersloot ·
Burgemeester van Walsumweg ·
Churchillplein ·
Coolsingel ·
Coolvest ·
Eendrachtsplein ·
Eendrachtsweg ·
Geldersekade ·
Goudsesingel ·
's-Gravendijkwal ·
Haagseveer ·
Henegouwerlaan ·
Hofdijk ·
Hofplein ·
Hoogstraat ·
Jonker Fransstraat ·
Karel Doormanstraat ·
Kipstraat ·
Kolk ·
Koningin Emmaplein ·
Korte Hoogstraat ·
Kruiskade ·
Kruisplein ·
Leuvehoofd ·
Lijnbaan ·
Lombardkade ·
Maasboulevard ·
Mariniersweg ·
Mathenesserlaan ·
Mauritsweg ·
Meent ·
Museumpark ·
Oostmolenwerf ·
Oostplein ·
Oude Binnenweg ·
Parkkade ·
Parklaan ·
Pim Fortuynplaats ·
Plein 1940 ·
Pompenburg ·
Rochussenstraat ·
Saftlevenstraat ·
Schiedamsedijk ·
Schiedamse Vest ·
Schouwburgplein ·
Spaansekade ·
Stadhuisplein ·
Stationsplein ·
Stroveer ·
Van Oldenbarneveltstraat ·
Vasteland ·
Veerkade ·
Weena ·
Westblaak ·
Westerkade ·
West-Kruiskade ·
Westersingel ·
Westplein ·
Willemskade ·
Willemsplein ·
Witte de Withstraat